# برتسهاوزن
برتسهاوزن (به آلمانی: Berzhausen) یک شهر در آلمان است که در التنکیرچن واقع شده‌است. برتسهاوزن ۱۸۶ نفر جمعیت دارد.